# 克拉區
49°37′48″N 111°28′01″E / 49.630°N 111.467°E
克拉區（俄语：Кыринский район），是俄羅斯的一個區，位於該國东南部，由外貝加爾邊疆區負責管轄，始建於1926年1月4日，面積16,200平方公里，2010年人口13,650，人口密度每平方公里0.84人。